# Mungkid
Mungkid è la capitale della Reggenza di Magelang, Giava Centrale, Indonesia. Il centro della città si trova nel villaggio di Sawitan. Tutti gli uffici governativi o agenzie della Reggenza di Magelang si trovano qui, compresi gli uffici di enti privati. La città di Mungkid fu fondata il 22 marzo 1984 per sostituire la città di Magelang come capitale della Reggenza di Magelang. Il 22 marzo di ogni anno si celebra l'anniversario della sua fondazione. Molti considerano questa città come una città amministrativa e alternativa. Il maggior tempio buddista di Borobudur si trova a circa 4 km dal centro di Mungkid.

## Storia
Dopo l'indipendenza ottenuta dall'Indonesia nel 1945, la città di Magelang fu dichiarata capitale della Reggenza di Magelang. Nel 1950, la città di Magelang fu dichiarata municipalità separata e le fu riconosciuto il diritto di gestirsi le proprie attività. Fu quindi deciso di ricollocare la capitale della Reggenza di Magelang. Oltre a dotare d'indipendenza la città di Magelang, altre considerazioni misero in luce i vantaggi di localizzare la capitale della reggenza. Si ritenne che l'istituzione di una capitale amministrativa separata potesse giovare quale stimolo alla crescita e allo sviluppo della regione. Quattro alternative furono prese in considerazione come luogo della nuova capitale del distretto: Mungkid, Muntilan, Secang e Mertoyudan.
I distretti di Mertoyudan e di Mungkid, nel centro della città di Sawitan, furono scelti come capitale della Reggenza di Magelang con il nome unico di Mungkid. L'inaugurazione di Mungkid come capitale ebbe luogo il 22 marzo 1984, con la partecipazione del Governatore di Giava Centrale, HM Ismail.